# Kuros de Palekastro

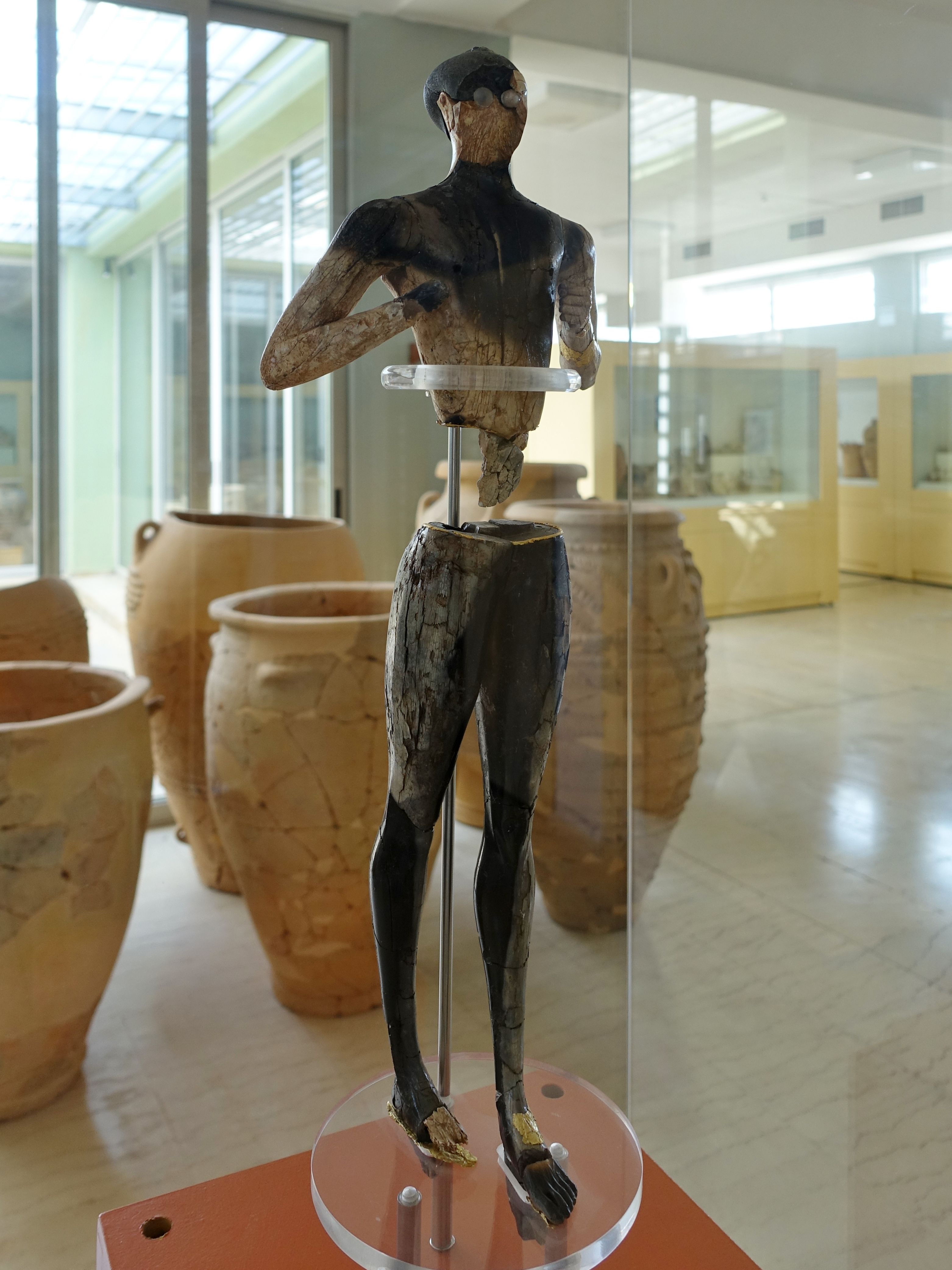
Vista frontal del Kuros.

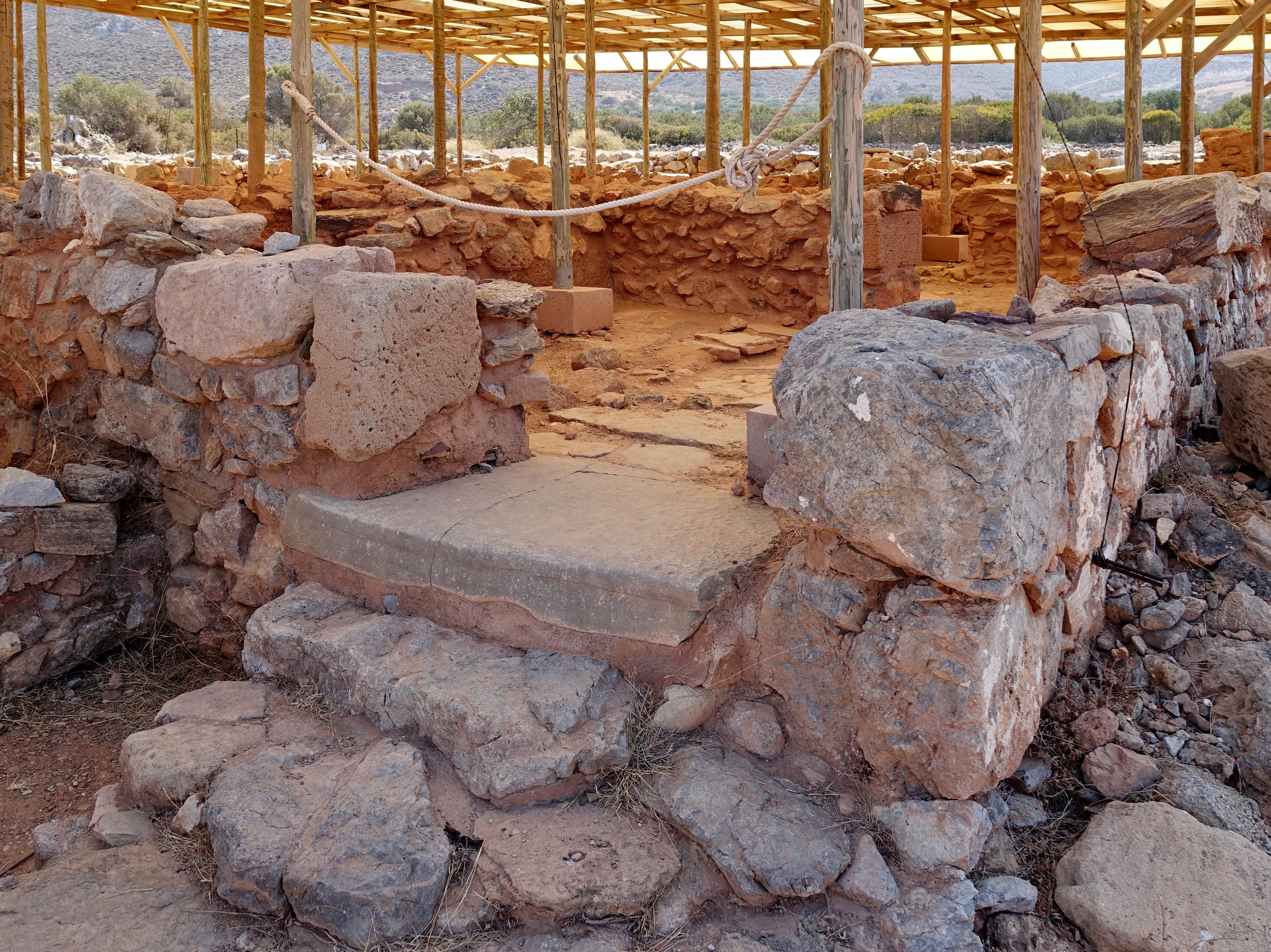
Vista del yacimiento donde se encontró.

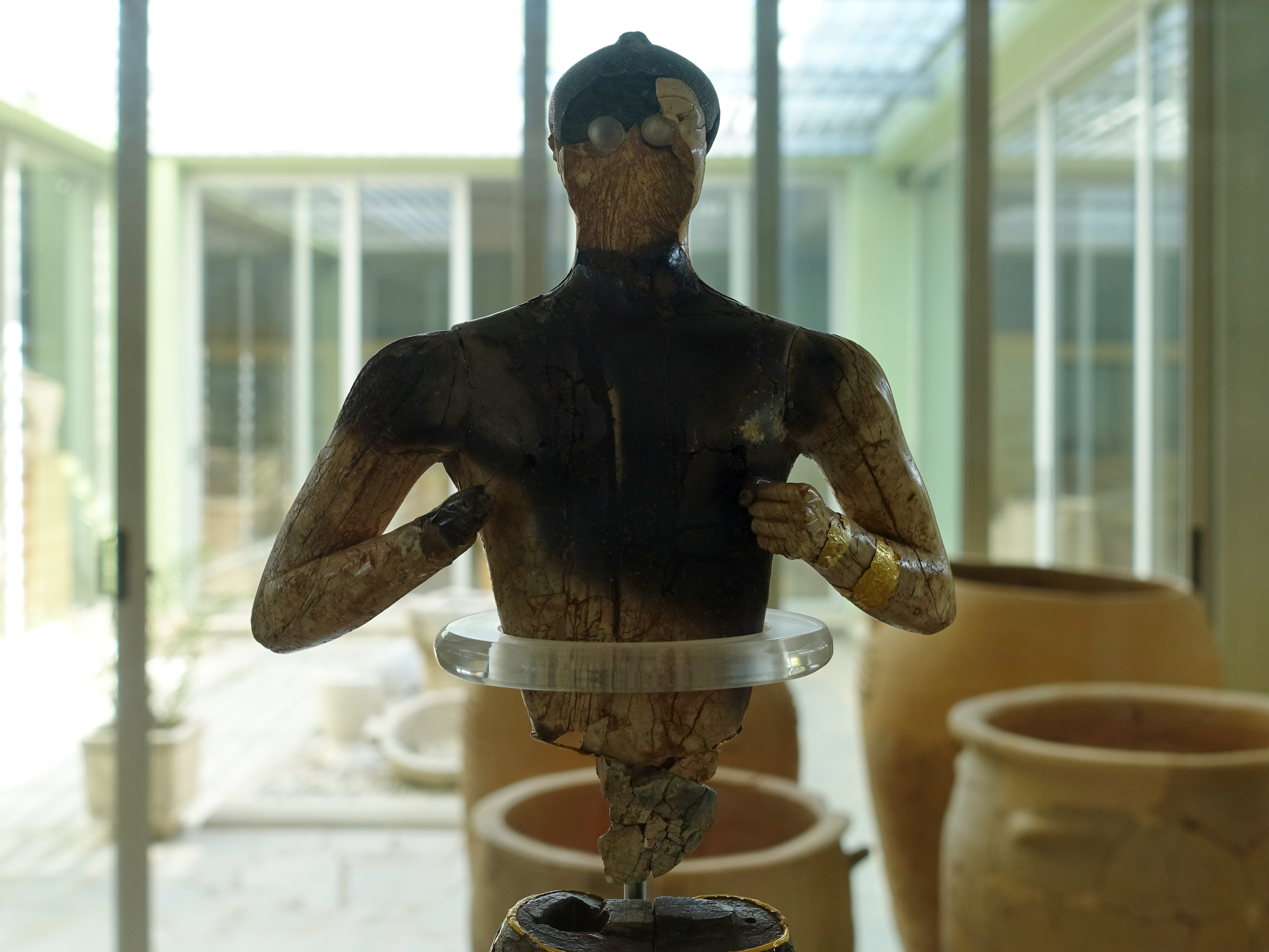
Parte superior del Kuros.

El Kuros de Palekastro (en griego moderno Κούρος του Παλαικάστρου, Kouros tou Palekastrou) es una estatua criselefantina del período minoico tardío que fue descubierta entre 1987 y 1990 en la excavación arqueológica de Rusólakos, cerca de Palaikastro, en el extremo este de la isla griega de Creta. Se conserva en el Museo Arqueológico de Sitía.

## Descripción
El Kuros de Palekastro no se ha conservado en su totalidad ya que hay partes del tronco y de la cara de la estatuilla que se han perdido. Se rompió en varias piezas que fueron encontradas en el «edificio 5» del sitio arqueológico de Rusólakos y en los alrededores. La estatuilla se creó incorporando pequeñas piezas de oro y de marfil de hipopótamo, así como madera y con colores azul egipcio. La cabeza es de serpentinita y los ojos son de cuarzo. Debido a los valiosos materiales con los que está hecho, la mano de obra y la postura de la figura, se cree que el Kuros de Palekastro es una estatuilla de alguna deidad. La figura mide 54 cm de alto y tiene una anchura de 18,5 cm. Tiene, también, visibles marcas de quemaduras. Posiblemente pertenece al siglo XV a. C., en la Edad del Bronce y dentro del período minoico tardío.
Las piernas de la figura se encontraron frente a una pared de la habitación 2 del edificio 5, que se interpreta como un santuario y en el que se encontraron un ánfora y dos copas. Las otras partes de la estatuilla, como el torso, la cabeza, los ojos, la mitad delantera de los pies y los restos de la base se encontraron en la entrada a la sala 1 del mismo edificio, una platea abierta situada al noroeste del edificio 1.
Las primeras partes del Kuros se encontraron el 28 de abril de 1987 en la platea, incluyendo el torso y un brazo. Las piernas se descubrieron en 1990 en el llamado santuario. Las campañas de excavación fueron dirigidas por los arqueólogos Hugh Sackett y Alexander MacGillivray, que investigaron el lugar desde 1986 hasta 2003, cuando se iniciaron nuevas excavaciones en otro punto del yacimiento.